# کدو تنبل: خاکستر به خاکستر
کدو تنبل: خاکستر به خاکستر - (به انگلیسی: Pumpkinhead: Ashes to Ashes) تله‌فیلم آمریکایی ساخته سال ۲۰۰۶ میلادی و سومین قسمت مجموعه کدو تنبل، در ژانر فیلم‌های ترسناک است. این فیلم به کارگردانی جیک وست (جهنم بیگانگان) ساخته شده‌است که فیلم‌نامه این فیلم را با باربارا ورنر به طور همزمان نوشته‌است. این فیلم ادامه کدو تنبل (به انگلیسی: Pumpkinhead) ساخته سال ۱۹۸۸ میلادی و کدو تنبل دو: بال‌های خونی (به انگلیسی: Pumpkinhead II: Blood Wings) ساخته سال ۱۹۹۴ میلادی می‌باشد.

## بازیگران
- داگ بردلی به عنوان دکتر فریزر
- داگلاس رابرتز در نقش بانت والاس
- لیزا مک آلیستر در نقش دالیا والاس
- تس پانزر به عنوان مولی سو آلن
- امانوئل پروو در نقش اولیور آلن
- ایوانا گینگینا در نقش الی جانسون
- لنس هنریکسن در نقش اد هارلی
- رادو ایاکوبیان به عنوان ریچی
- کاتالین پاراسچیو به عنوان رونی جانسون
- دن آستیلانو به عنوان کلانتر بولاک
- آئورل دیکو در نقش تینی والای
- ایلیان گلیتا به عنوان جونیور والاس
- لین وروال در نقش هاگیس
- امیل هاستینا به عنوان لنی
- فیلیپ بوون به عنوان ریورند مک گی
- والنتین واسیلسکو به عنوان معاون بن
- بارت سایدز به عنوان فرد
- میرچه استویان به عنوان نماینده بنزن
- رادو بانزارو به عنوان نماینده سیاه
- لیوویو گرگی به عنوان استن

## تولید
این فیلم در ابتدا با عنوان کدو تنبل سه (به انگلیسی: Pumpkinhead 3) اعلام شد، اما در نهایت با عنوان کدو تنبل ۴ در بخارست رومانی فیلمبرداری شد. قبل از اکران این فیلم‌ها به ترتیب به کدو تنبل: Ashes to Ashes و Pumpkinhead: Blood Feud تغییر نام دادند.

## انتشار
فیلم در تاریخ ۲۸ اکتبر ۲۰۰۶ در سای‌فای پخش شد.

## پذیرایی
ایان جین از DVD Talk آن را با ۲/۵ ستاره ارزیابی کرد و از «فیلم‌سازی ضعیف و چیپ» آن انتقاد کرد. درد سنترال به آن ۲/۵ ستاره داد و نوشت: «علیرغم عملکرد خوب بازیگران و خدمه به اصل، خاکستر به خاکستر در هر زمینه‌ای دارای کاستی‌های فراوانی است.» ویرجینیا هافرنن از نیویورک تایمز آن را بدرد نخور و بی سروته خوانده‌است. در مصاحبه با یوتیوبر طنز کتاب دختر ۱۹، لنس هنریکسن از این فیلم ابراز ناامیدی کرد.